# Bill Wiggin
William David Wiggin (né le 4 juin 1966) est un homme politique du Parti conservateur britannique et un ancien ministre fantôme de l'Agriculture et de la Pêche. Il est député pour Nord Herefordshire de 2010 à 2024, après avoir représenté Leominster de 2001 à 2010. Les deux circonscriptions couvrent une grande partie du même secteur. 

## Jeunesse
Wiggin est né à Londres en 1966. Il fait ses études au Collège d'Eton, où il est un contemporain plus âgé de David Cameron, et étudie plus tard l'économie à l'Université de Bangor, obtenant un baccalauréat ès arts (avec distinction) en 1988. Il sert dans les Royal Welch Fusiliers dans l'armée territoriale, en tant que commandant de peloton pour Holyhead, Bangor et Caernarfon. 
Par la suite, Wiggin travaille comme négociant en options de change pour UBS de 1991 à 1993, puis est directeur associé de Kleinwort Benson de 1994 à 1998, puis directeur du département de change de la Commerzbank à partir de 1998. 

## Carrière politique
Wiggin est choisi comme candidat officiel du Parti conservateur pour Burnley aux élections générales de 1997. Il termine à la deuxième place derrière Peter Pike du Parti travailliste, qui le bat avec une majorité de 17 062 voix. Il est choisi comme candidat du Parti conservateur pour le siège conservateur de Leominster en avril 1999, en remplacement de Peter Temple-Morris, qui a fait défection au Parti travailliste. Il est élu en 2001 avec une majorité de 10 367 voix sur son adversaire libéral démocrate. 
Initialement député d'arrière-ban, il devient membre du comité restreint de l'environnement, de l'alimentation et des affaires rurales en 2002. En 2003, Michael Howard le nomme au poste de ministre fantôme de l'Environnement, de l'Alimentation et des Affaires rurales et de secrétaire d'État fantôme pour le Pays de Galles.  
Il est réélu aux élections générales de 2005 avec un swing de 2,4% en sa faveur. Lors du remaniement qui suit les élections, il est transféré au poste de ministre fantôme de l'Agriculture et de la Pêche, où il reste jusqu'aux élections générales de 2010. En janvier 2009, Wiggin est whip.  
Lors des élections au conseil de Leominster en septembre 2009, Wiggin s'est plaint au directeur du scrutin des tracts d'un candidat qui se présentait pour protester contre les dépenses parlementaires de Wiggin. Le candidat, Jim Miller, a été disqualifié par le directeur du scrutin, qui était également directeur général du conseil du comté du Herefordshire, dirigé par les conservateurs. Cela laisse le candidat conservateur sans opposition. Selon The Telegraph, Miller a été disqualifié pour un problème technique que le conseil lui avait précédemment dit avoir été résolu. 
Wiggin est réélu aux élections générales de 2010 pour la nouvelle circonscription de North Herefordshire (circonscription du Parlement britannique) avec une majorité réduite, après un redécoupage.   
En mai 2015, Wiggin est réélu avec une majorité de 19 996 voix. 
Après l'élection, Wiggin devait initialement se présenter pour la présidence du comité spécial de l'environnement, de l'alimentation et des affaires rurales. Au lieu de cela, Wiggin est nommé président du comité de sélection. En tant que président de ce comité restreint, Wiggin siège également au comité de liaison qui auditionne le premier ministre et l'a fait à quatre reprises au cours de la session parlementaire 2014-2015. 
Il est membre du groupe de recherche européen et signe une lettre au Premier ministre Theresa May le 16 février 2018 concernant les négociations sur le Brexit,. 
En décembre 2019, Bill Wiggin est réélu avec 63% des voix et une majorité de 24856 voix. 

### Projet de loi sur les accidents agricoles
Wiggin fait campagne pour un meilleur enregistrement des accidents agricoles, notamment ceux impliquant des bovins. En avril 2014, il présente au Parlement un projet de loi exigeant que le responsable de la santé et de la sécurité enregistre certains détails de ces accidents et les communique annuellement. À la suite de la réunion de Wiggin avec Rick Brunt, chef de l'agriculture au HSE, le ministre Mike Penning annonce que le HSE commencerait à collecter et publier les données.    

## Vie privée
Wiggin est le fils de Jerry Wiggin, député de Weston-super-Mare. 
Wiggin vit à Upton Bishop dans le sud du Herefordshire, avec sa femme Milly. Elle était auparavant la petite amie de David Cameron. Ils ont trois enfants, Rosie, Jack et Toby. La famille a de solides racines dans la région et Bill Wiggin possède une ferme où il élève son bétail et ses poulets Hereford. 
En plus d'agir en tant qu'administrateur de l'Eveson Charitable Trust, qui attribue des fonds pour soutenir la recherche médicale et les défavorisés, Bill Wiggin est le patron de plusieurs organismes de bienfaisance locaux. 